# 3-Methyl-1,2-butadien
3-Methyl-1,2-butadien ist eine chemische Verbindung aus der Gruppe der Allene.

## Gewinnung und Darstellung
3-Methyl-1,2-butadien kann durch Reaktion von 1,1-Dichlor-2-ethoxy-3,3-dimethylcyclopropan mit Methyllithium und Diethylether gewonnen werden.

## Eigenschaften
3-Methyl-1,2-butadien ist eine farblose Flüssigkeit, die löslich in Diethylether, Benzol, Aceton und Ethanol ist.

## Reaktionen
Unter Einwirkung von Licht und in Gegenwart von Methanol reagiert 3-Methyl-1,2-butadien mit aromatischen Nitrilen wie 1,2,4,5-Tetracyanobenzol (CAS-Nummer: 712-74-3), 1,4-Dicyanobenzol oder 1,4-Dicyanonaphthalin (CAS-Nummer: 3029-30-9). Durch das Licht wird zunächst ein Nitrilmolekül angeregt. Dieses reagiert mit dem Allen, wobei es selbst ein Radikalanion und das Allen ein Radikalkation bildet. Dann wird zunächst Methanol unter Verlust eines Protons an die Doppelbindung addiert, anschließend das Nitril-Radikalanion unter Verlust eines Cyanid-Ions.